# Вејд (Мисисипи)
Вејд (енгл. Wade) насељено је место без административног статуса у америчкој савезној држави Мисисипи.

## Демографија
По попису из 2010. године број становника је 1.074, што је 583 (118,7%) становника више него 2000. године.
| Група             | 2000.       | 2010.         |
| Белци             | 476 (96,9%) | 1.031 (96,0%) |
| Афроамериканци    | 5 (1,0%)    | 23 (2,1%)     |
| Азијати           | 1 (0,2%)    | 1 (0,1%)      |
| Хиспаноамериканци | 1 (0,2%)    | 2 (0,2%)      |
| Укупно            | 491         | 1.074         |